# Dodencel
De dodencel is de term die gebruikt wordt voor een cel waarin iemand zit opgesloten die veroordeeld is tot de doodstraf. De tijd die een persoon doorbrengt in afwachting van zijn of haar executie kan variëren van een paar dagen tot vele jaren.

## Inrichting
De dodencel is vaak pover ingericht. In de Verenigde Staten zijn de dodencellen klein en staat er doorgaans niet meer dan een klein kastje, een bed en een aluminium toilet met wasbak. In Amerikaanse gevangenissen is meestal een apart blok waar alle dodencellen bij elkaar staan. Dit is een speciaal ingericht complex, death row genaamd. Het bevat niet veel meer dan enkele cellen, een aparte kantine en soms een kleine opening in het plafond waar de gevangenen een uurtje per dag onder mogen lopen. De gevangenen zijn meestal uitgesloten van werkzaamheden en activiteiten in de gevangenis. Meestal staat ook de inrichting voor het voltrekken van de doodstraf er geplaatst. Het geheel wordt vaak pover gehouden omdat ervan wordt uitgegaan dat de ingezetenen toch (snel) zullen worden geëxecuteerd.

## Tijd tussen veroordeling en executie
In werkelijkheid duurt het meestal jaren voor het zover is, omdat er in praktijk vrijwel altijd direct beroep wordt aangetekend. Deze beroepsprocedures kunnen jaren duren. Het komt zelfs voor dat een executie enkele dagen of uren van tevoren wordt afgezegd omdat er toch nog een juridische onvolkomenheid in de veroordeling is aangetroffen, of de politiek of overheid zwicht onder de druk van de publieke opinie. Men schat dat ongeveer een kwart van alle sterfgevallen in de Amerikaanse dodencellen voor rekening komen van gedetineerden die een natuurlijke dood sterven voor men hen heeft kunnen executeren. 
In 2008 bevonden zich 3263 personen in de Amerikaanse dodencellen. Jack Alderman heeft voorafgaand aan zijn executie 33 jaar in de dodencellen gezeten, tot hij in 2008 werd geëxecuteerd. Gary Alvord zat er nog langer, namelijk 39 jaar, en stierf een natuurlijke dood. Leroy Nash was de oudste gevangene in de Amerikaanse dodencellen, toen hij in 2010 op 94-jarige leeftijd een natuurlijke dood stierf.
Deze onzekerheid wordt ervaren als kwellend, met name wanneer een gedetineerde (soms per abuis) te horen krijgt dat hij geëxecuteerd gaat worden en de hele procedure vervolgens uitgesteld of afgelast wordt. Daar komt bij dat de gedetineerden zich vervelen in hun cel omdat ze behalve hun ene uurtje luchten geen enkele bewegingsvrijheid krijgen en buiten gezamenlijke activiteiten worden gehouden. In veel dodencellen brengen de gedetineerden dan ook noodgedwongen het grootste deel van de dag slapend op bed door. Wanneer contact met medegedetineerden wordt beperkt of verboden komt daar ook de eenzaamheid bij. Tegenstanders van de doodstraf zien dit als een vorm van mentale foltering. Sommige gedetineerden hebben hun advocaten dan ook verboden verder te procederen zodat ze kunnen sterven. De geestestoestand gaat meestal hard achteruit in de dodencellen, en zowel het voorkomen van krankzinnigheid ('dodencel-neurose', death row syndrome) als zelfmoord bereiken in de dodencellen bovengemiddelde waarden. Methoden om in de gevangenis zelfmoord te plegen zijn door het opsparen van voorgeschreven geneesmiddelen en ze in een keer innemen, het inslikken van (scherpe) voorwerpen, of het zich verhangen aan kleding of beddengoed. 
Uiteindelijk, wanneer de gedetineerde niet inmiddels een natuurlijke dood is gestorven, komt het moment dat alle juridische mogelijkheden zijn uitgeput en niets de executie meer kan tegenhouden. Enkele dagen tot een maand voor de executie zelf wordt de gedetineerde op de hoogte gesteld. De gedetineerde krijgt het in principe direct van de directeur te horen in diens kantoor, en de naaste familie wordt schriftelijk op de hoogte gesteld. Hij wordt vanaf dat moment meestal overgeplaatst naar een andere cel. Deze is vaak ruimer en grenst soms aan een ontmoetingsruimte. Binnen bepaalde grenzen worden de gedetineerde bepaalde privileges gegund, met name met betrekking tot het te ontvangen bezoek. Hoewel het uiteindelijke nieuws bij de familie hard kan aankomen, verwelkomen veel gedetineerden het omdat er eindelijk een einde aan de onzekerheid komt.

## De laatste dag
In de Verenigde Staten was het voor 1960 gebruikelijk dat de gedetineerde op de dag van zijn executie door de bewakers van zijn cel naar de executieruimte werd begeleid. De gevangenen riepen dan meestal 'dead man walking' ('daar komt een dode aan'). Het waarom hierachter is niet duidelijk, het kan een eerbetoon zijn geweest, of nou juist een waarschuwing omdat iemand die geëxecuteerd wordt niets te verliezen heeft en dus gewelddadig kan zijn. In veel Amerikaanse death rows komt het ook voor dat de gedetineerden in de minuten voorafgaand aan de executie lawaai maken door met allerlei voorwerpen tegen de tralies te slaan, om abrupt stil te vallen wanneer het executietijdstip aanbreekt.
In de Verenigde Staten vinden executies vaak 's avonds of 's nachts plaats. De gevangene krijgt op de dag voor z'n executie bezoek van familie, vrienden en eventueel religieuze personen die hem bijstaan. Daarna is het tijd voor de laatste maaltijd, die de gedetineerde meestal eveneens binnen bepaalde (budgettaire) grenzen mag kiezen. Na de maaltijd wordt de gedetineerde naar de executieruimte gebracht, waar vaak achter glas de genodigden en getuigen kunnen toekijken. Dit zijn meestal de naasten van de slachtoffers van het delict waar de gedetineerde voor is veroordeeld, en in een aparte ruimte de familie van de gedetineerde. Ook zijn er vaak neutrale getuigen aanwezig. De gedetineerde kan doorgaans wel zijn eigen familie maar niet die van de slachtoffers zien. Beide groepen worden (uiteraard) strikt gescheiden gehouden. De gedetineerde krijgt vaak nog de kans tot het uitspreken van zijn laatste woorden. De directeur is eveneens aanwezig en geeft, wanneer het zover is, het startsein tot de executie.

## Brits Gemenebest
In Groot-Brittannië kreeg de ter dood veroordeelde een enkele beroepsmogelijkheid. Werd dit gehonoreerd, dan werd de straf in principe omgezet in levenslange gevangenisstraf. Bovendien moest de veroordeelde binnen 90 dagen geëxecuteerd of ontslagen van de doodstraf zijn. Inmiddels heeft Groot-Brittannië de doodstraf afgeschaft. Het Britse Judicial Committee of the Privy Council is in een aantal Caribische staten die de doodstraf nog kennen nog wel de hoogste beroepsrechter in strafzaken. Dit college heeft meerdere doodstraffen omgezet in (lange) gevangenisstraf omdat het niet het ontstaan van 'death rows' wilde accepteren. In een Jamaicaanse beroepszaak hekelde het zelfs de vele beroepsmogelijkheden omdat alle gedetineerden instinctief in beroep gaan tegen hun veroordeling waardoor het jaren duurt voor de executie kan plaatsvinden. 

## Japan
In Japan worden ter dood veroordeelden in aparte gevangenissen gedetineerd (Kagoshima, Tokyo, Nagoya, Osaka, Hiroshima en Fukuoka). Naar Japans recht zijn dit geen gevangenissen en zijn de veroordeelden geen 'gedetineerden'. Dit betekent in praktijk dat zij minder rechten hebben dan reguliere gedetineerden. Ze worden solitair opgesloten, mogen maar drie boeken bezitten, krijgen nauwelijks lichaamsbeweging, en bezoek wordt streng gecontroleerd en sporadisch toegestaan.

## Nederland
Tijdens en na de Tweede Wereldoorlog werd de gevangenis van Scheveningen (Oranjehotel) gebruikt om mensen op te sluiten in afwachting van hun executie. 